# Dolinka Kozia

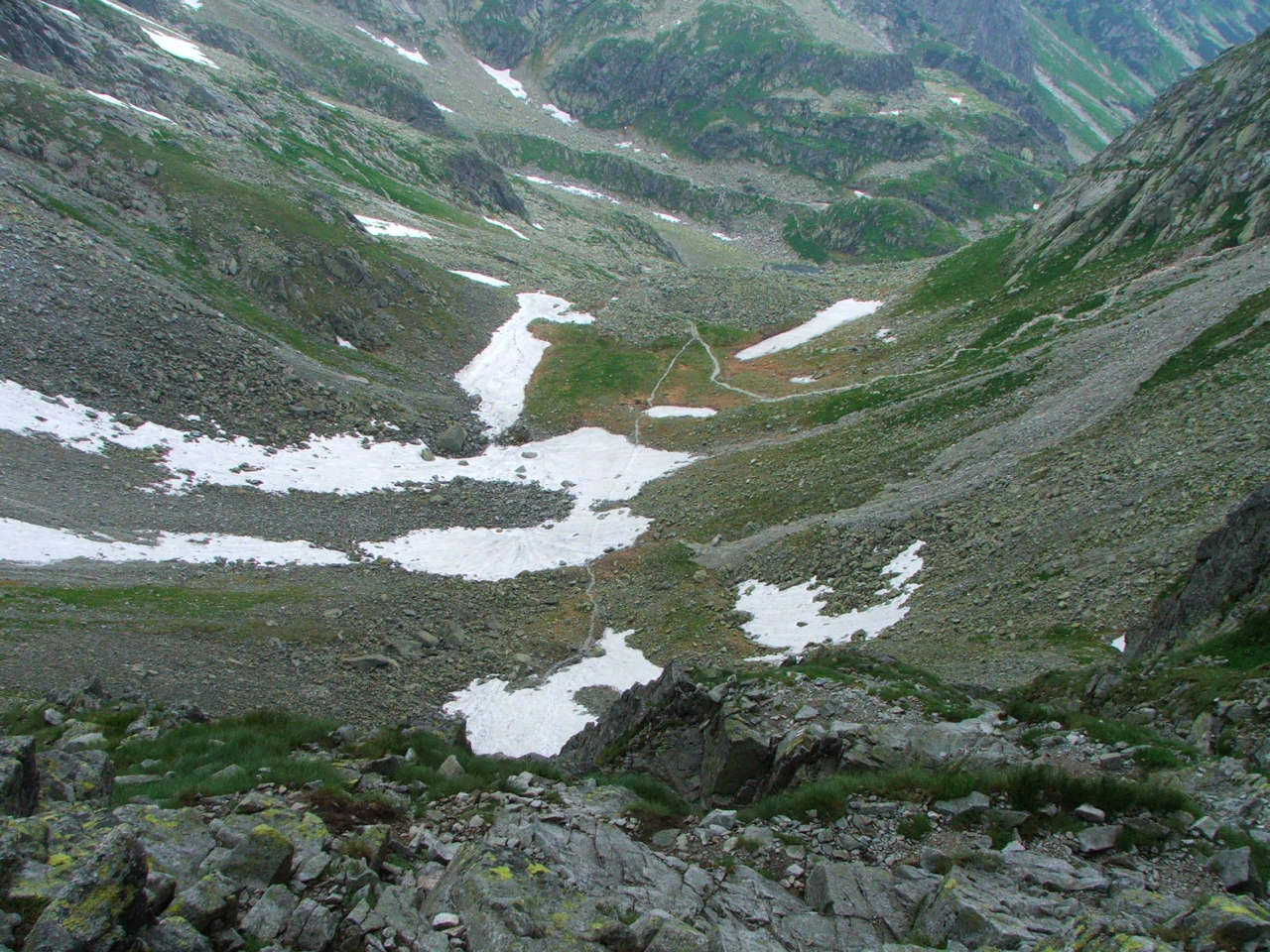
Dolinka Kozia. Widoczne szlaki łącznikowe Orlej Perci: czarny i zielony

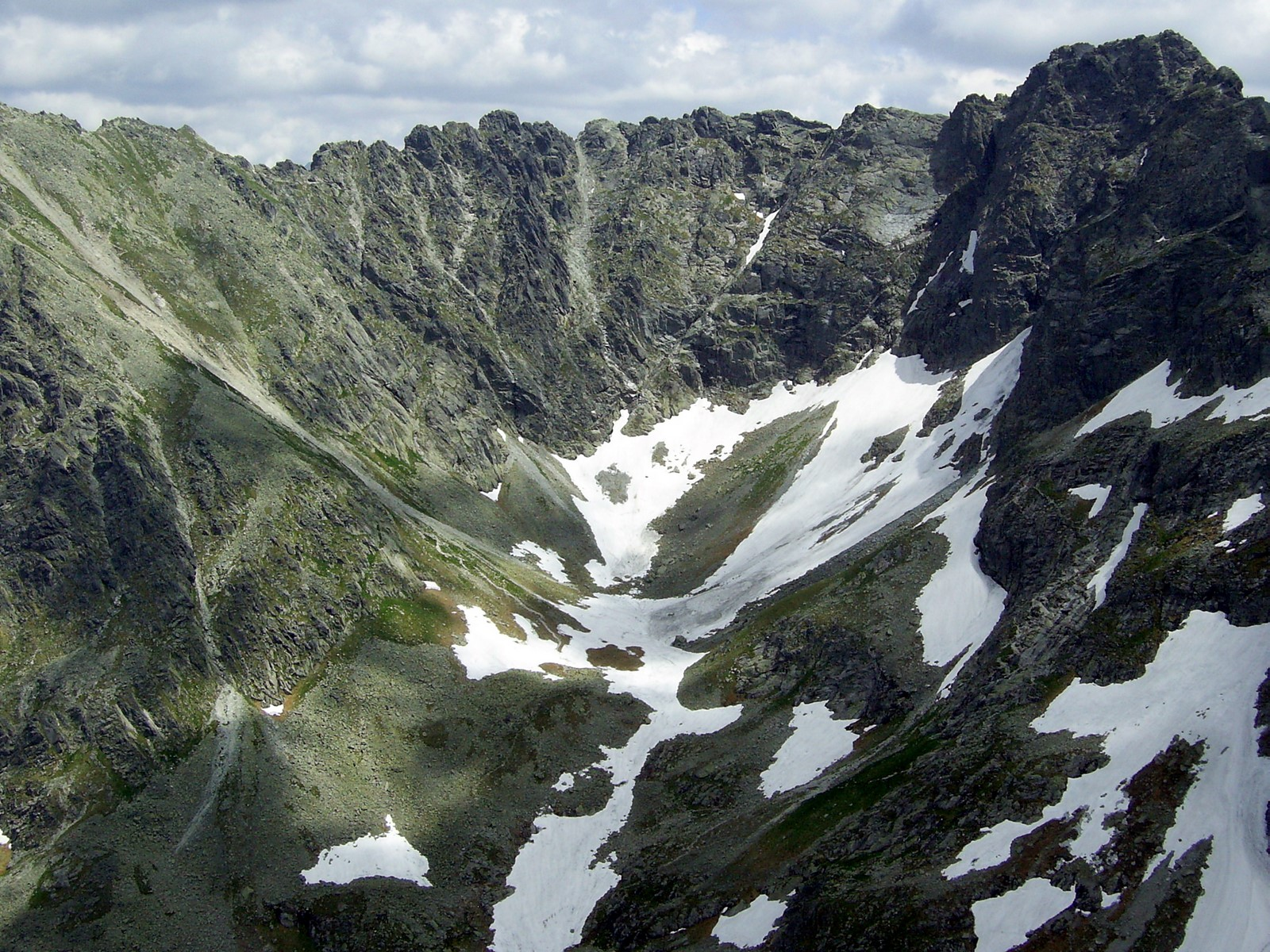
Widok na Dolinkę Kozią z Kościelca

Dolinka Kozia – niewielka dolina znajdująca się w górnym piętrze Doliny Czarnej Gąsienicowej, między ścianami Zadniego Granatu, Czarnych Ścian i Koziego Wierchu, a powyżej kotła Zmarzłego Stawu. Opada do niego średnio stromym progiem o wysokości około 150 m. Z otaczających ją ścian do Dolinki Koziej dwie wybitne wklęsłe formacje skalne: Rysa Zaruskiego i Żleb Kulczyńskiego.
Dolinka Kozia to typowy kocioł lodowcowy, niegdyś dający początek wielkiemu lodowcowi wypełniającemu Dolinę Suchej Wody Gąsienicowej. Lodowiec ten ciągnął się w dół aż do Toporowej Cyrhli.
Dawniej dolinkę nazywano Nad Zmarzłym, obecną nazwę nadał jej taternik Janusz Chmielowski ok. 1908 r. Nazwa pochodzi od kozic. Z rzadkich roślin w Dolince Koziej występują mietlica alpejska i wiechlina tatrzańska – rośliny w Polsce występujące tylko w Tatrach i to na nielicznych stanowiskach.
Położone na wysokości 1836 m dno dolinki pokryte jest skalnymi głazami porośniętymi dużą ilością mszaków, wątrobowców oraz płożącą się wierzbą zielną (Salix herbacea). Wiosną bardzo długo zalegają tutaj wyleżyska pośniegowe.

## Szlaki turystyczne
W dolince znajdują się trzy szlaki dojściowe do Orlej Perci:
 znad Zmarzłego Stawu na Kozią Przełęcz. Czas przejścia: 1 h, ↓ 50 min
 od żółtego ponad Zmarzłym Stawem, prowadzący na Zadni Granat. Czas przejścia: 1:15 h, ↓ 1:05 h
 od zielonego, prowadzący Żlebem Kulczyńskiego na Przełączkę nad Dolinką Buczynową. Czas przejścia: 1 h, ↓ 50 min.